# 류영섭
류영섭(柳英燮, ? - )은 조선민주주의인민공화국의 정치인이다. 자강도 당위원회 책임비서 겸 조선로동당 중앙위원회 정치국 위원, 최고인민회의 제12기 대의원을 맡고 있다.

## 경력
2001년 8월 체신성 부상을 거쳐, 2005년 7월 체신상에 임명되었다. 2010년 9월, 조선로동당 중앙위원회 위원에 선임되었다. 2012년 2월, 체신상에서 물러나 자강도 당위원회 책임비서에 임명되었다.

## 최고인민회의 대의원
2009년 4월 최고인민회의 제12기 대의원으로 선출되었다.

## 기타
2010년 조명록, 2011년 김정일 사망 당시에 국가장의위원회 위원을 맡았다.